# Коломойцев Микола Миколайович
Мико́ла Микола́йович Коломо́йцев (рос. Николай Николаевич Коломейцев; *16 липня 1867, с. Покровка, Херсонської губернія, Російська імперія — †6 жовтня 1944, Париж, Франція) — контр-адмірал, капітан криголама «Єрмак» (1902–1904), есмінця «Буйний», який відзначився у Цусімській битві 1905 р. Випускник Херсонського мореходного училища (1883 р.).

## Хронологія біографії
- 1883 — закінчив Херсонське мореходне училище.
- 1884 — розпочав військову службу.
- 29 вересня 1887 — Мічман.
- 13 грудня 1893 — Лейтенант .
- 1893 — Привів пароплав «Лейтенант Овцин» з Великої Британії в гирло Єнісею.
- 1894 — закінчив Мінний офіцерський клас.
- 1894 — 1895 — Плавання в Тихий океан на крейсері «Гайдамак».
- 1896 — Мінний офіцер 1-го розряду.
- 23 жовтня 1899 — Приписаний до Сибірського флотського екіпажа.
- 1900–1901 — Командир яхти «Заря» в полярній експедиції Е. В. Толля. Внаслідок незгоди з Толлем залишив судно і в квітні 1901 р. за 40 днів пройшов близько 800 км до Гольчихи (Єнісейська губа). По дорозі відкрив річку, що впадає в Таймирську затоку.
- 1902—1904 — Командир криголаму «Єрмак».
- 6 грудня 1904 — Капітан II рангу.
- 12 липня 1904 — Командир есмінця «Буйний» в складі 2-ї Тихоокеанської ескадри.
- 14 — 15 травня 1905 — брав участь у Цусімській битві.
- 4 листопада 1906 — Старший офіцер лінійного корабля «Андрій Первозванний».
- 1908 — Закінчив курс військово-морських наук Морської академії.
- 14 січня 1908 — 1910 — Командир яхти «Алмаз».
- 6 грудня 1909 — Капітан I рангу.
- 15 листопада 1910 — 14 серпня 1913 — Командир лінійного корабля «Слава».
- 6 грудня 1913 — Контр-адмірал.
- 12 травня — 24 грудня 1914 — Начальник бригади крейсерів Балтійського флоту («Громобой», «Адмірал Макаров», «Паллада», «Баян II»).
- 16 вересня 1915 — 31 березня 1917 — Командувач Чудської військової флотилії.
- 6 жовтня 1917 — Вийшов у відставку як віце-адмірал.
- Арештований більшовиками, поміщений в Петропавловську фортецю.
- У кінці 1918 — втеча по льоду Фінської затоки у Фінляндію.
- Брав участь у Добровольчій армії «білих» (Збройні сили півдня Росії). Командував чорноморськими криголамами.
- Емігрував до Франції. Член правління Союзу колишніх морських офіцерів. Віце-голова Союзу георгіївських кавалерів у Франції.

Вбитий у Парижі американським армійським вантажним автомобілем 6 жовтня 1944 р. Похований на цвинтарі Сент-Женев'єв-де-Буа.
Нагороджений багатьма орденами і медалями.

## Іменем М.М.Коломойцева названі
- Острови, бухта і протока в Карському морі
- Річка, що впадає в Таймирську затоку (Річка Коломойцева)
- Гора на острові Колчака (острів Расторгуєва)
- В 1972 р. іменем Коломойцева названо радянське гідрографічне судно